# تپه دالستان
تپه دالستان مربوط به اواخر دوره ساسانیان تا سده‌های میانه دوران‌های تاریخی پس از اسلام است و در شهرستان ساوه، بخش مرکزی، دهستان قره چای، روستای دالستان واقع شده و این اثر در تاریخ ۲۵ آبان ۱۳۸۷ با شمارهٔ ثبت ۲۳۸۰۴ به‌عنوان یکی از آثار ملی ایران به ثبت رسیده است.